# هفت سامورایی
هفت سامورایی (به ژاپنی: 七人の侍) فیلمی حماسی به کارگردانی آکیرا کوروساوا و محصول سال ۱۹۵۴ شرکت ژاپنی توهو است. این فیلم که عموماً از آن به عنوان یکی از بهترین فیلم‌های تاریخ سینما یاد می‌شود، طولانی‌ترین فیلم کوروساوا  است و در رتبهٔ بیستم بانک اطلاعات اینترنتی فیلم‌ها و در فهرست ده فیلم برتر مجله سایت اند ساوند در سال‌های ۱۹۸۲ و ۱۹۹۲ و در فهرست ده فیلم برتر کارگردانان همان مجله در سال ۲۰۰۲ قرار دارد. داستان این فیلم در فیلم هفت دلاور با بازی یول برینر و استیو مک کوئین، مورد اقتباس سینمای هالیوود قرار گرفته‌است.

## خلاصه داستان
اهالی یک روستا که به خاطر حملهٔ راهزن‌ها، به فلاکت و تنگ‌دستی افتاده‌اند تنها راه چاره را در پیدا کردن چند سامورایی برای محافظت از روستا در برابر غارت راهزنان می‌بینند. چند نفر از اهالی بدین منظور راهی شهر می‌شوند و پس از تلاش فراوان و چند بار شنیدن جواب رد، موفق می‌شوند یک سامورایی با اخلاق به نام کامبِئی شیمادا را پیدا کنند. او وقتی می‌فهمد که دستمزدش فقط روزانه سه وعده برنج به عنوان غذاست، از این کار منصرف می‌شود اما با دیدن فلاکت روستاییان دلش برای آن‌ها می‌سوزد و تصمیم به یاری آن‌ها می‌گیرد. او با پرسیدن موقعیت مکانی روستا، به این نتیجه می‌رسد که برای مقابله با راهزنان به هفت سامورایی نیاز خواهد داشت. به همین مقصود، اهالی دهکده و خود شیمادا به دنبال شش سامورایی دیگر می‌گردند. پنج سامورایی دیگر پیدا می‌شوند، و شیمادا به علت تنگی وقت از یافتن سامورایی هفتم منصرف می‌شود. شب قبل از حرکت یک سامورایی دیگر به جمعشان افزوده می‌شود اما آن‌ها به دلیل اخلاق خاص او از پذیرفتن وی سر باز می‌زنند. با این حال، فرد هفتم همه‌جا به دنبال آن‌ها می‌رود و خودش را به عنوان هفتمین سامورایی در جمع سامورایی‌ها تثبیت می‌کند. پس از ساخت استحکامات، حفر خندق، مسدود کردن راه‌های ورود به دهکده و آموزش مبارزه به مردان دهکده، فصل درو فرا می‌رسد و محصول روستا درو می‌شود. سامورایی‌ها و اهالی که در انتظار رسیدن راهزن‌ها نشسته‌اند با سه دیدبان مواجه می‌شوند و دو نفرشان را می‌کشند و دیگری را به اسارت می‌گیرند. راهزن اسیر شده تعداد و محل استقرار راهزنان را فاش می‌کند و به دست اهالی کشته می‌شود. سه سامورایی و یک راهنما به مخفیگاه راهزنان می‌روند و هنگامی که راهزنان در خواب به سر می‌برند، اقامتگاهشان را به آتش کشیده و چند راهزن را به ضرب شمشیر می‌کشند. در ادامه راهزنان به روستا هجوم می‌آورند و پس از چند شبانه روز نبرد سرانجام، سامورایی‌ها موفق می‌شوند و تمام راهزن‌ها را به قتل می‌رسانند. در این میان چهار سامورایی و چند نفر از اهالی روستا کشته می‌شوند. در نهایت، سه سامورایی بازمانده رقص و شادی روستاییان را تماشا می‌کنند.

## معرفی شخصیت‌ها
- کامبِئی شیمادا (تاکاشی شیمورا): رهبر گروه و اولین کسی که روستاییان برای دفاع استخدام کردند.
- گُروبِئی کاتایاما (یوشیو اینابا): دومین سامورایی که کامبئی او را انتخاب کرد.
- شیچیروجی (دایسوکه کاتو): سومین سامورایی که قبلاً یکی از زیردستان کامبئی بوده‌است.
- هیهاچی هایاشیدا (مینورو چیاکی): چهارمین سامورایی که گروبوی او را انتخاب کرد.
- کاتسوشیرو اُکاموتو (ایسائو کیمورا): پنجمین سامورایی. جوانی که می‌خواهد مرید کامبئی شود.
- کبوزو (سیجی میاگوچی): ششمین سامورایی که ابتدا پیشنهاد کامبوی را برای پیوستن به گروه رد کرد.
- کیکوچیو (توشیرو میفونه): هفتمین سامورایی که به صورت رسمی به گروه دعوت نشد.

## تولید
نوشتن فیلم‌نامه این فیلم شش هفته طول کشید که در آن فیلم‌نامه‌نویسان از ملاقات و حتی تلفن کردن منع شده بودند. پیش تولید فیلم سه ماه طول کشید و فیلم‌برداری آن که ۱۴۸ روز پیش‌بینی شده بود حدود یک سال طول کشید.

## جوایز
- ۱۹۵۶- نامزد اسکار طراحی لباس (سیاه سفید) برای کوهئی ازاکی
- نامزد اسکار طراحی صحنه (سیاه سفید) برای سو ماتسویاما
- ۱۹۵۴- برنده شیر نقره‌ای و نامزد شیر طلایی جشنواره فیلم ونیز